# سيتين طوبق أوغلو
سيتين طوبق أوغلو (بالتركية: Çetin Topçuoğlu)‏ (1956-2010) هو رياضي تركي قتلته القوات الإسرائيلية في هجومها على أسطول الحرية في عام 2010.

## إنظر أيضاً
- قائمة الاغتيالات في الصراع العربي - الإسرائيلي
- فرقان دوجان
- سيفديت كيليقلر